# Tubi TV
Tubi TV és un servei de vídeo a la carta gratuït (i requerint registre), propietat de l'empresa del mateix nom que alhora pertany a l'empresa estatunidenca AdRise (amb seu a San Francisco). El model de negoci es basa en els anuncis. I se centra sobretot a portar les produccions de Hollywood als usuaris, en compte de produir contingut original. El servei s'accedeix tant via web com a través d'aplicacions per a mòbils, consoles i televisió.
A finals del 2011, el servei va aparèixer amb el nom d'AdRise com a plataforma d'anuncis per televisions intel·ligents i altres aparells similars. Un dels fundadors i cap executiu és Farhad Massoudi. Més endavant, el 2014, canvià de negoci, convertint-se en servei de vídeos a la carta. El 2015 va rebre inversions de Paramount Pictures, Metro-Goldwyn-Mayer i Lionsgate, cosa que comporta que productes d'aquestes empreses s'emetin a Tubi TV. A més, té tractes amb unes 200 empreses que li subministren continguts. L'empresa competeix especialment contra els negocis de subscripció.
L'empresa trobà que els usuaris són principalment de la Generació Y i hi ha tant homes com dones.

## Qüestions de privacitat
Una tesi publicada el 2016 sobre la privacitat d'aplicacions de serveis de vídeo a la carta trobà que Tubi TV en la seua aplicació per a Android filtrava localitzacions, text de cerca i l'adreça MAC a terceres organitzacions.